# 钱达尔勒·阿里帕夏
钱达尔勒·阿里帕夏（土耳其語：Çandarlı Ali Pasha，？-1406年12月18日）是奥斯曼帝国的一位大维齐尔，1387年开始担任该职直至1406年逝世，历经巴耶济德一世和大空位时期的苏莱曼·切莱比王子两朝。
作为昌达尔勒家族的一名佼佼者，阿里的父亲钱达尔勒·卡拉·哈利勒·海雷丁帕夏也是帝国的大维齐尔。阿里在1387年父亲过世后开始担任了大维齐尔，并担任这一职务直至他1406年去世。他弟弟钱达尔勒·易卜拉辛帕夏后来也成了大维齐尔。阿里帕夏是1388年攻克保加利亚大部和多布罗加时的奥斯曼帝国军队统帅及1396年尼科波利斯戰役中鲁米利亚西帕希的指挥官之一。